# Казе Цаноти (Форли-Чезена)
Казе Цаноти (итал. Case Zanotti) је насеље у Италији у округу Форли-Чезена, региону Емилија-Ромања.
Према процени из 2011. у насељу је живело 79 становника. Насеље се налази на надморској висини од 22 м.